# VERA Klärschlammverbrennung

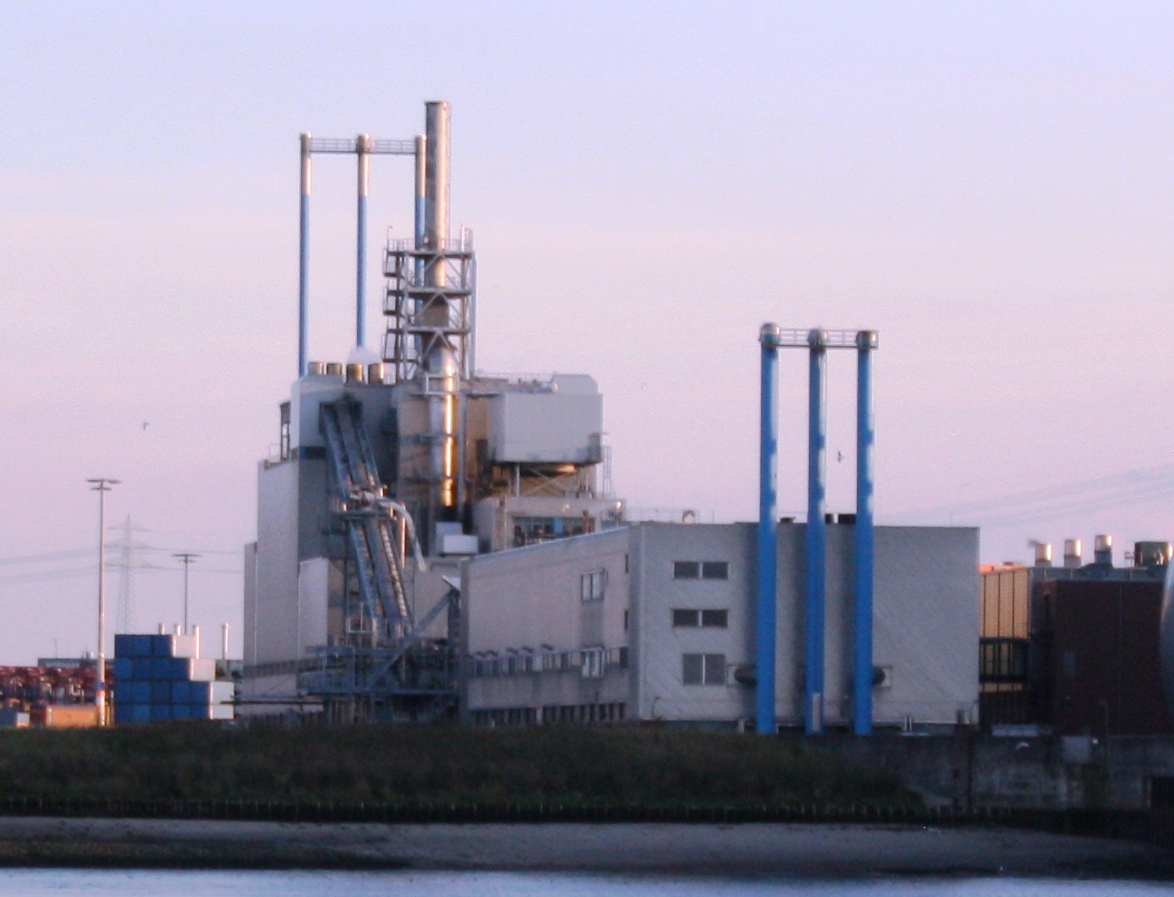
VERA Klärschlammverbrennung

Die VERA Klärschlammverbrennung ist eine Klärschlammverbrennungsanlage in Hamburg. Sie nutzt die auf dem Hamburger Hauptklärwerk am Köhlbrand anfallenden Reststoffe (Faulgas, Klärschlamm) zur Stromerzeugung. Abnehmer von Strom und Wärme ist die Hamburger Stadtentwässerung (HSE).
Betreiberin ist die VERA Klärschlammverbrennung GmbH, deren Anteile seit 2015 zu 60 Prozent der Hamburger Stadtentwässerung und zu 40 Prozent der Remondis Aqua GmbH & Co KG gehören. Der Name wurde aus Verwertungsanlage für Rückstände aus der Abwasserbehandlung gebildet.
Zur Verbrennung des getrockneten Klärschlamms, des Rechengutes, der Faulgase sowie der Brüdenabluft stehen drei unabhängige Verbrennungslinien mit Wirbelschichtfeuerung zur Verfügung. In einem kombinierten Gas- und Dampfturbinenprozess werden in der VERA rund 70 Millionen Kilowattstunden Strom und 134000 Tonnen Prozessdampf pro Jahr erzeugt (2013).|